# Портман, Кристофер, 10-й виконт Портман
Кристофер Эдвард Беркли Портман, 10-й виконт Портман (англ. Christopher Edward Berkeley Portman, 10th Viscount Portman; родился 30 июля 1958 года) — британский пэр и девелопер.

## Биография
Родился 30 июля 1958 года. Единственный сын Эдварда Портмана, 9-го виконта Портмана (1934—1999), и его первой жены Розмари Джой Фаррис. Образование получил в колледже Мальборо, Мальборо, графство Уилтшир.
5 мая 1999 года после смерти своего отца Кристофер Портман унаследовал титулы 10-го виконта Портмана и 10-го барона Портмана.
Виконт Портман и его семья заняли 33-е место в списке богатых Sunday Times 2005 года, затем 40-е место в списке 2006 года — состояние оценивается в 1,2 млрд фунтов стерлингов.
Это состояние в основном контрольный пакет акций в 110 акров (0,45 км2) часть Мэрилебон, центральный Лондон, Portman Estate. Фонд тратит 40 миллионов фунтов стерлингов на инвестиционную программу по созданию торгового района Portman Village.
Другие активы Портмана включают акции коммерческой недвижимости в штате Нью-Йорк и Флориде.

## Браки и дети
30 июля 1983 года Кристофер Портман женился первым браком на Кэролайн Стинсон, и у них был один сын:
- Достопочтенный Люк Генри Оливер Беркли Портман (род. 31 августа 1984), наследник виконтства[1].

В 1987 году супруги развелись. 7 декабря 1987 года Кристофер Портман женился вторым браком на бразильянке Патрисии Мартинс Пим, ныне виконтессе (леди) Портман, и у них двое сыновей:
- Достопочтенный Мэтью Бернардо Беркли Портман (род. 24 сентября 1990)[1]
- Достопочтенный Дэниел Эдвард Беркли Портман (род. 27 июля 1995)[1].